# Nicolas Wacker
Nicolas Wacker (19 décembre 1897, Kiev - 13 avril 1987) était un peintre français d'origine russe.

## Biographie
Né en Ukraine, à Kiev en 1897, élevé dans le domaine agricole de la famille Dolgorouki dont son père était intendant, Nicolas Wacker fait ses études primaires et secondaires à Pétrograd. Réformé pour raisons de santé, il traverse difficilement les années de guerre et de révolution. En 1922 la famille Wacker gagne l'Allemagne dont était originaire la branche paternelle depuis le début du XIXe siècle. Pendant quatre ans Wacker fréquente l'Académie des Beaux-Arts de Berlin et la faculté Humboldt où il étudie la philosophie.

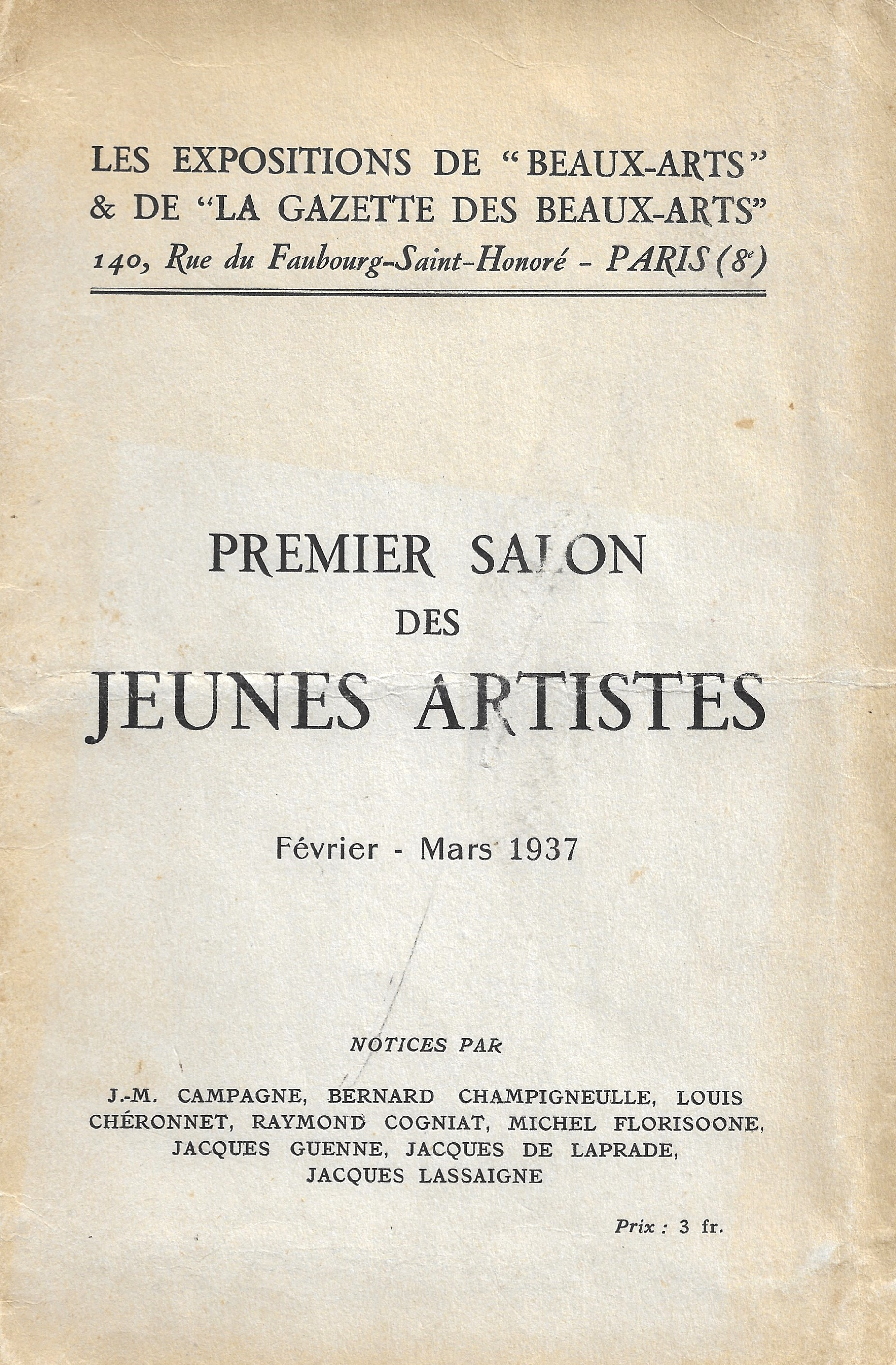
Catalogue du Premier salon des jeunes artistes, Paris, 1937, l'une des expositions collectives auxquelles participe Nicolas Wacke, auprès notamment de Jean Bertholle, Jean Le Moal, Léon Gischia, Charlotte Henschel, André Marchand et Charles Walch.

En 1926, Nicolas Wacker vient en France avec son amie peintre Charlotte Henschel. Il fréquente d'abord l'académie André Lhote, puis, à partir de 1929 l'Académie Ranson où il devient l'élève, le massier et l'ami de Bissière. Chargé de préparer décors et modèles pour les élèves, il peint lui-même environ 300 œuvres, réalise des centaines de croquis dans un style figuratif et d'inspiration cubiste. Il expose au Salon d'automne en 1927 et 1928, à l'académie Ranson en 1935, participe en 1938 et 1939 aux expositions collectives, avec Bertholle, Le Moal, Étienne Martin et Stahly, du groupe Témoignage animé par Marcel Michaud, contribue à la décoration de salles du Palais de la Découverte ainsi qu'à la décoration, avec Bertholle, Le Moal et Zelman, du pavillon des vins pour l'exposition de New York en 1939.
Pendant les douze années de son travail à l'Académie Ranson, Nicolas Wacker noue de vives et durables amitiés avec Le Moal, Stahly, Manessier, Bertholle, Zelman et surtout Étienne Martin dont il devient proche voisin dans son atelier de la rue du Pot-de-Fer à Paris. Beaucoup ont témoigné de son extraordinaire connaissance de la technique de la peinture dont il fait profiter amis et élèves comme il le confirmera plus tard dans ses cours de technique de la peinture à l'École nationale supérieure des beaux-arts et dans l'ouvrage qu'il publie aux éditions Allia.
Interné pendant la guerre comme travailleur étranger (il n'a conservé comme pièce d'identité que le passeport allemand qui lui a permis de quitter la Russie en 1922), il doit attendre de pouvoir faire la preuve de sa qualité de russe pour être enfin libéré en octobre 1942. Malade, profondément marqué par ces années d'internement, il trouve refuge chez Roger Bissière dans le Lot où le rejoint sa fiancée Madeleine qu'il épouse en 1943. Le couple s'installe aux Cazettes non loin des Bissière, consacrant toute son énergie à sa subsistance et à l'aménagement de la maison qu'ils acquièrent bientôt.
Victime d'un grave accès tuberculeux, Nicolas passe un an au sanatorium de Montfaucon, où le retour à la vie le ramène à la peinture dans un style abstrait qui doit beaucoup, selon ses propres dires, à l'influence de son ami Hans Reichel et de Paul Klee.
L'École des Beaux-Arts de Paris, où il enseigne une dizaine d'années à partir de 1969, lui consacre une exposition rétrospective en 1987. Il décède peu après. Deux expositions posthumes lui sont consacrées en 1995 à Montgeron, en 2001 à Rambouillet.

## Écrits
- Nicolas Wacker, La Peinture à partir du matériau brut et le rôle de la technique dans la Création d'Art, édition d'Auteur puis éditions Allia, Paris, 1998.

## Expositions

### Personnelles
- Nicolas Wacker, École Nationale supérieure des Beaux-Arts, Paris, 1987.
- Nicolas Wacker, Centre culturel Jean Hardouin, Montgeron, 1995.
- Nicolas Wacker, Palais du Roi de Rome, Rambouillet, 2001.

### Collectives

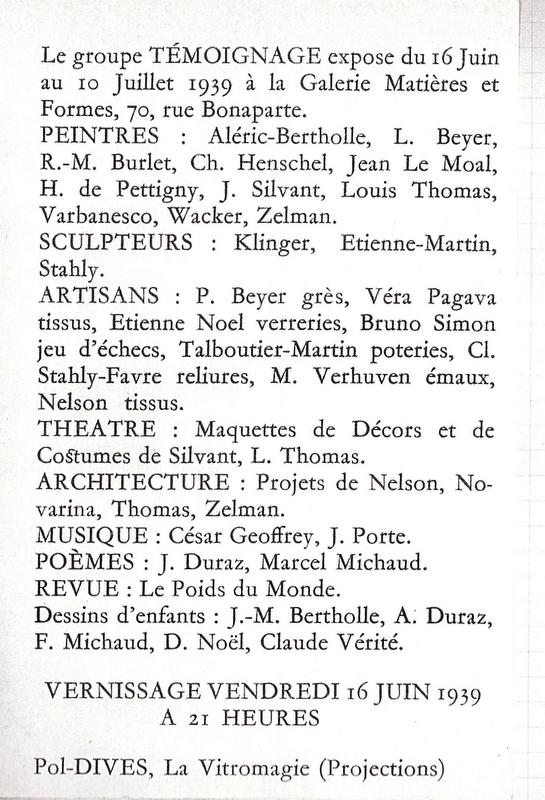
Deuxième exposition du groupe Témoignage à Paris

- Témoignage, peintures de Jean Bertholle, Lucien Beyer, Charlotte Henschel, Jeanneret, Jean Le Moal, Alfred Manessier, Thomas, Dimitri Varbanesco, Vielfaur, Nicolas Wacker et Zelman, sculptures de Klinger, Étienne-Martin, François Stahly, objets d'artisanat de Paul Beyer, Anne Dangar, Marcel Duchamp, Claude Stahly-Favre, Lucie Deveyle, Étienne Noël, Véra Pagava, Talboutier, Verhuven, musique de César Geoffray, poèmes de Marcel Michaud et Jean Duraz, galerie Matières (René Breteau), Paris, 1938
- Témoignage, peintures de Bertholle, Lucien Beyer, René-Maria Burlet, Henschel, Le Moal, H. de Pétigny, Silvant, Thomas, Varbanesco, Wacker, Zelman, sculptures de Klinger, Étienne Martin, Stahly, objets d'artisanat de Paul Beyer, Véra Pagava, Étienne Noël, Bruno Simon, Talboutier-Martin, Claude Stalhy-Favre, Verhuven, Nelson, maquettes de décors et de costumes de Silvant et Thomas, projets d'architecture de Nelson, Maurice Novarina, Thomas, Zelman, galerie Matières et formes (René Breteau), Paris, 1939
- Montparnasse années 30 - Bissière, Le Moal, Manessier, Étienne-Martin, Stahly… Éclosions à l’Académie Ranson, Rambouillet, Palais du roi de Rome, 2010
- Véra Pagava, Nicolas Wacker, Peintres ukrainiens et géorgiens, sur les routes de l’exil, Galerie Chauvy, Paris, 2011
- Véra Pagava, Nicolas Wacker, compagnons d'atelier à l'Académie Ranson, années 30, Galerie Chauvy, Paris, 2012
- Nicolas Wacker, Regards croisés, avec Jean Bertholle, Roger Bissière, Guidette Carbonell, Albert Gleizes, Charlotte Henschel, Alfred Manessier, Véra Pagava, Galerie Chauvy, Paris, 2014

### Monographie
- Nicolas Wacker, sous la direction de Daniel Blumé, textes de Alexandra Charvier, Patrick Lebédeff, Jean-Paul Letellier, Guy Spagnol, éditions Somogy, Paris, 2004, 120 p. [accompagné d'un CD-Rom].

### Ouvrages généraux
- Alain Vollerin, Le groupe Témoignage de Lyon, Mémoire des Arts, Lyon, 2001  (ISBN 2-912544-16-5)

### Catalogues
- Groupe Témoignage, 1936-1943, Musée des Beaux-Arts, Lyon, 1976
- Marcel Michaud, Lyon, 1933-1958, Stylclair, Groupe Témoignage, Galerie Folklore, textes de Bernard Gavoty, Espace Lyonnais d'Art Contemporain, Lyon, 1989  (ISBN 2906709271)
- Montparnasse années 30 - Bissière, Le Moal, Manessier, Étienne-Martin, Stahly… Éclosions à l’Académie Ranson, Rambouillet, Palais du roi de Rome, Éditions Snoeck, 2010  (ISBN 978-90-5349-796-8)
- Le Poids du monde. Marcel Michaud (1898-1958), sous la direction de Laurence Berthon, Sylvie Ramond et de Jean-Christophe Stuccilli, Lyon, musée des Beaux-Arts, Lyon, Fages éditions, 2011,  (ISBN 9782849752517)